# 경기도의 유형문화재 (제301호 ~ 제400호)
경기도의 유형문화재는 지방유형문화재 중에서 경기도에 있는 문화재를 의미한다.

## 지정 목록

### 제301호 ~ 제400호
| 번호  | 사진 | 명칭                                                                                        | 소재지                                                                 | 관리자 (단체)               | 지정일                | 참조                             |
| 301호 |      | 고양 원각사 불조삼경 (高陽 圓覺寺 佛祖三經)                                                 | 경기 고양시 일산동구 동국로 137-48                                     | 문상련                      | 2015년 3월 9일 지정   |                                  |
| 302호 |      | 고양 원각사 고려시대 다라니 일괄 (高陽 圓覺寺 高麗時代 陀羅尼 一括)                         | 경기 고양시 일산동구 동국로 137-48                                     | 문상련                      | 2015년 3월 9일 지정   |                                  |
| 303호 |      | 고양 대성암 목활자본 묘법연화경                                                             | 경기 고양시 덕양구 대서문길 396-1                                      | 홍정표                      | 2015년 3월 9일 지정   |                                  |
| 304호 |      | 고양 대성암 선림보훈                                                                        | 경기 고양시 덕양구 대서문길 396-1                                      | 홍정표                      | 2015년 3월 9일 지정   |                                  |
| 305호 |      | 양주 송암사 육경합부 (楊州 松巖寺 六經合部)                                                 | 경기 양주시 장흥면 호국로 550번길 346-11                               | 송암사                      | 2015년 11월 25일 지정 |                                  |
| 306호 |      | 포천 대구서씨 백자묘지 및 석함 (抱川 大丘徐氏 白磁墓誌 및 石函)                             | 경기 포천시 호국로 833번길 90-12 (설운동)                              | 서동성                      | 2015년 11월 25일 지정 |                                  |
| 307호 |      | 효명세자 예찰 (孝明世子 睿札)                                                               | 경기 양평군 용문면 신점리 508-10 친환경농업박물관                      | 공유(양평군수)              | 2016년 5월 4일 지정   |                                  |
| 308호 |      | 광주 수도사 목조보살좌상                                                                    | 경기 광주시 방도길66번길 148-77 (도척면)                               | 수도사                      | 2016년 7월 22일 지정  |                                  |
| 309호 |      | 성남 봉국사 목조아미타여래좌상                                                              | 경기 성남시 수정구 태평로 79 (태평동, 봉국사)                          | 봉국사                      | 2016년 7월 22일 지정  |                                  |
| 310호 |      | 성남 봉국사 아미타불회도                                                                    | 경기 성남시 수정구 태평로 79 (태평동, 봉국사)                          | 봉국사                      | 2016년 7월 22일 지정  |                                  |
| 311호 |      | 용인 법륜사 목불좌상 (龍仁 法輪寺 木佛坐像)                                                 | 경기 용인시 처인구 원삼면 농촌파크로 126                               | 법륜사                      | 2017년 6월 14일 지정  |                                  |
| 312호 |      | 지장보살본원경 상‧중‧하 (地藏菩薩本願經 上‧中‧下)                                           | 경기 용인시 처인구 포곡읍 백령로 204                                   | 백령사                      | 2017년 6월 14일 지정  |                                  |
| 313호 |      | 묘법연화경 권3~4 (妙法蓮華經 卷 三~四)                                                      | 경기 용인시 처인구 포곡읍 백령로 204                                   | 백령사                      | 2017년 6월 14일 지정  |                                  |
| 314호 |      | 연사일록과 한글 연행록 (燕槎日錄과 한글 연행록)                                             | 경기 의왕시 골우물길49 의왕향토사료관                                  | 의왕시                      | 2017년 6월 14일 지정  |                                  |
| 315호 |      | 남양주 불암사 괘불도 (南楊州 佛巖寺 掛佛圖)                                                 | 경기 남양주시 불암산로 190                                             | 불암사                      | 2017년 6월 14일 지정  |                                  |
| 316호 |      | 한천두 위성공신 교서 및 공신초상                                                            | 경기 고양시 덕양구 행신동 741                                          | 한상현                      | 2017년 8월 8일 지정   |                                  |
| 317호 |      | 홍경주 초상, 유지초본 및 함 (洪景舟 肖像·油紙草本·函)                                       | 경기 하남시 학암로 9번길 64                                            | 대한불교조계종 성불사       | 2017년 12월 21일 지정 |                                  |
| 318호 |      | 박충원 백자청화묘지 (朴忠元 白磁靑畵 墓誌)                                                  | 경기 고양시 덕양구 주교동 17                                           | 밀양박씨 낙촌공파 종중회    | 2018년 4월 30일 지정  |                                  |
| 319호 |      | 파주 보광사 영산회상도 (坡州 普光寺 靈山會上圖)                                             | 경기 파주시 광탄면 보광로474번길 87                                    | 보광사                      | 2018년 4월 30일 지정  |                                  |
| 320호 |      | 파주 보광사 지장시왕도 (坡州 普光寺 地藏時王圖)                                             | 경기 파주시 광탄면 보광로474번길 87                                    | 보광사                      | 2018년 4월 30일 지정  |                                  |
| 321호 |      | 파주 보광사 현왕도 (坡州 普光寺 現王圖)                                                     | 경기 파주시 광탄면 보광로474번길 87                                    | 보광사                      | 2018년 4월 30일 지정  |                                  |
| 322호 |      | 재조본 제법집요경 권 6 (再雕本 諸法集要經 卷 六)                                            | 경기 양평군 지평면 고술골길 110-21                                     | 범왕사                      | 2018년 4월 30일 지정  |                                  |
| 323호 |      | 번암선생집 (樊巖先生集)                                                                     | 경기 수원시 영통구 창룡대로 265                                        | 수원시장                    | 2018년 4월 30일 지정  |                                  |
| 324호 |      | 두륜청사 첩, 삼사탑영첩 (頭輪淸 辭帖, 三師塔銘帖)                                           | 경기 수원시 영통구 창룡대로 265                                        | 수원시장                    | 2018년 4월 30일 지정  |                                  |
| 325호 |      | 정조한글어필-빈풍칠월편 (正祖한글御筆-豳風七月篇)                                           | 경기 수원시 영통구 창룡대로 265                                        | 수원시장                    | 2018년 4월 30일 지정  |                                  |
| 326호 |      | 영조예필-송죽 (英祖睿筆-松竹)                                                               | 경기 수원시 영통구 창룡대로 265                                        | 수원시장                    | 2018년 4월 30일 지정  |                                  |
| 327호 |      | 영조 사 조현명 어필첩 (英祖 賜 趙顯命御筆帖)                                                | 경기 수원시 영통구 창룡대로 265                                        | 수원시장                    | 2018년 4월 30일 지정  |                                  |
| 328호 |      | 정조예필-주희시첩 (正祖睿筆 朱熹詩帖)                                                       | 경기 수원시 영통구 창룡대로 265                                        | 수원시장                    | 2018년 4월 30일 지정  |                                  |
| 329호 |      | 정조어필-유시 (正祖御筆-諭示)                                                               | 경기 수원시 영통구 창룡대로 265                                        | 수원시장                    | 2018년 4월 30일 지정  |                                  |
| 330호 |      | 성수침 서첩-청송진묵 (成守琛 書帖-聴松眞墨)                                                 | 경기 수원시 영통구 창룡대로 265                                        | 수원시장                    | 2018년 4월 30일 지정  |                                  |
| 331호 |      | 송준길 서첩-민기묘표, 신도비명 (宋浚吉書帖-閔機墓表․神道碑銘)                               | 경기 수원시 영통구 창룡대로 265                                        | 수원시장                    | 2018년 4월 30일 지정  |                                  |
| 332호 |      | 김수증 서첩-곡운회묵 (金壽增 書帖-谷雲戱墨)                                                 | 경기 수원시 영통구 창룡대로 265                                        | 수원시장                    | 2018년 4월 30일 지정  |                                  |
| 333호 |      | 성남 약사사 지장시왕도 (城南 藥師寺 地藏十王圖)                                             | 경기 성남시 중원구 산성대로 625번길22약사사                            | 약사사                      | 2018년 9월 10일 지정  |                                  |
| 334호 |      | 번암고 (樊巖稿)                                                                             | 경기 수원시 팔달구 창룡대로21 (수원화성박물관)                         | 수원시장                    | 2018년 9월 10일 지정  |                                  |
| 335호 |      | 상덕총록 (相德總錄)                                                                         | 경기 수원시 팔달구 창룡대로21 (수원화성박물관)                         | 수원시장                    | 2018년 9월 10일 지정  |                                  |
| 336호 |      | 양주 청련사 목조아미타여래삼존좌상 및 복장물 (楊州 靑蓮寺 木造阿彌陀如來三尊坐像 및 腹藏物) | 경기 양주시 장흥면 권율로169 청련사                                    | 청련사                      | 2018년 9월 10일 지정  |                                  |
| 337호 |      | 양주 청련사 관음보살좌상 및 복장물 (楊州 靑蓮寺 木造觀音菩薩坐像 및 腹藏物)                 | 경기 양주시 장흥면 권율로169 청련사                                    | 청련사                      | 2018년 9월 10일 지정  |                                  |
| 338호 |      | 양주 청련사 현왕도 (楊州 靑蓮寺 現王圖)                                                     | 경기 양주시 장흥면 권율로169 청련사                                    | 청련사                      | 2018년 9월 10일 지정  |                                  |
| 339호 |      | 양주 청련사 비로자나괘불도 (楊州 靑蓮寺 毘盧遮那掛佛圖)                                     | 경기 양주시 장흥면 권율로169 청련사                                    | 청련사                      | 2018년 9월 10일 지정  |                                  |
| 340호 |      | 양주 청련사 칠성도 (楊州 靑蓮寺 七星圖)                                                     | 경기 양주시 장흥면 권율로169 청련사                                    | 청련사                      | 2018년 9월 10일 지정  |                                  |
| 341호 |      | 양주 청련사 지장시왕도 (楊州 靑蓮寺 地藏十王圖)                                             | 경기 양주시 장흥면 권율로169 청련사                                    | 청련사                      | 2018년 9월 10일 지정  |                                  |
| 342호 |      | 양주 청련사 감로도 (楊州 靑蓮寺 甘露圖)                                                     | 경기 양주시 장흥면 권율로169 청련사                                    | 청련사                      | 2018년 9월 10일 지정  |                                  |
| 343호 |      | 양주 청련사 산신도 (楊州 靑蓮寺 山神圖)                                                     | 경기 양주시 장흥면 권율로169 청련사                                    | 청련사                      | 2018년 9월 10일 지정  |                                  |
| 344호 |      | 양주 청련사 독성도 (楊州 靑蓮寺 獨聖圖)                                                     | 경기 양주시 장흥면 권율로169 청련사                                    | 청련사                      | 2018년 9월 10일 지정  |                                  |
| 345호 |      | 남양주 불암사 석가삼존십육나한도 (南陽州 佛巖寺 釋迦三尊十六羅漢圖)                         | 경기 남양주시 불암산로 190 불암사                                      | 불암사                      | 2018년 9월 10일 지정  |                                  |
| 346호 |      | 평택 불법선원 신중도 (平澤 佛法禪院 神衆圖)                                                 | 경기 평택시 삼봉길 62-11(재)선학원 불법선원                            | (재)선학원 불법선원         | 2018년 9월 10일 지정  |                                  |
| 347호 |      | 채제공 관련 고문서 일괄 (蔡濟恭 關聯 古文書 一括)                                           | 경기 수원시 팔달구 창룡대로21 (수원화성박물관)                         | 수원시장                    | 2018년 12월 19일 지정 | [ 깨진 링크 ( 과거 내용 찾기 ) ] |
| 348호 |      | 남양주 불암사 목조석가여래좌상 (南楊州 佛庵寺 木造釋迦如來坐像)                             | 경기 남양주시 별내동 불암산로 190(불암사)                              | 불암사                      | 2018년 12월 19일 지정 | [ 깨진 링크 ( 과거 내용 찾기 ) ] |
| 349호 |      | 양주 육지장사 예념미타도량참법 (楊州 六地藏寺 禮念彌陀道場懺法)                             | 경기 양주시 백석읍 기산로 471-190(육지장사)                            | 육지정사                    | 2018년 12월 19일 지정 | [ 깨진 링크 ( 과거 내용 찾기 ) ] |
| 350호 |      | 고양 삼천사지 대지국사탑비 (高陽 三川寺址 大智國師塔碑)                                     | 경기 고양시 덕양구 북한동 산1-1 (삼천사지)                             | 산림청/고양시               | 2018년 12월 19일 지정 | [ 깨진 링크 ( 과거 내용 찾기 ) ] |
| 351호 |      | 오순 필 화조어해초충도 (吳珣 筆 花鳥魚蟹草蟲圖)                                             | 경기 고양시 일산동구 탄중로 398 8단지 812동 000호                      | 송준호                      | 2018년 12월 19일 지정 | [ 깨진 링크 ( 과거 내용 찾기 ) ] |
| 352호 |      | 동치 9년 명 천룡도 (同治 9年 銘 天龍圖)                                                     | 경기 파주시 파평면 청송로 22-75                                        | 고동우(혜월)                | 2018년 12월 19일 지정 | [ 깨진 링크 ( 과거 내용 찾기 ) ] |
| 353호 |      | 연주세영첩 (漣朱世榮帖)                                                                     | 경기 고양시 일산동구 탄중로 398 8단지 812동 0000호                     | 송준호                      | 2019년 4월 22일 지정  | ,                                |
| 354호 |      | 고양 상운사 석불좌상 (高陽 祥雲寺 石佛坐像)                                                 | 경기 고양시 덕양구 대서문길 197-22(북한동 370)                         | 대한불교조계종 상운사       | 2019년 8월 23일 지정  | ,                                |
| 355호 |      | 백자청화운룡문호 (白磁靑畵雲龍文壺)                                                         | 경기 광주시 곤지암읍 경충대로 727                                      | 경기도지사/(재)한국도자재단 | 2019년 8월 23일 지정  | ,                                |
| 356호 |      | 백자 대병 (白磁 大甁)                                                                       | 경기 광주시 곤지암읍 경충대로 727                                      | 경기도지사/(재)한국도자재단 | 2019년 8월 23일 지정  | ,                                |
| 357호 |      | 북한 승도절목 (北漢僧徒節目)                                                                | 경기 고양시 덕양구 북한동 산1-1번지                                    | 산림청/고양시               | 2019년 8월 23일 지정  | ,                                |
| 358호 |      | 백자청화 '성화3년'명 황수신 묘지 (白磁靑畵 '成化3年'銘 黃守身 墓誌)                         | 경기 용인시 기흥구 상갈로 6                                            | 경기도지사/경기도박물관     | 2019년 8월 23일 지정  | ,                                |
| 359호 |      | 이형부 필 화양구곡도 (李馨溥 筆 華陽九曲圖)                                                 | 경기 고양시 일산동구 탄중로 398 8단지 중산마을 대우아파트 000동 0000호 | 송준호                      | 2019년 12월 18일 지정 | ,                                |
| 360호 |      | 화성 홍법사 묘법연화경 (華城 弘法寺 妙法蓮華經)                                             | 경기 화성시 서신면 홍법사길 160 홍법사                                 | 홍법사                      | 2019년 12월 18일 지정 | ,                                |